# 1909 na música

## Nascimentos
| Data           | Nome                       | Profissão           | Nacionalidade                              | Observações | Ref |
| -------------- | -------------------------- | ------------------- | ------------------------------------------ | ----------- | --- |
| 9 de fevereiro | Carmen Miranda             | atriz e cantora     | Reino Unido de Portugal, Brasil e Algarves | m. 1955     |     |
| 2 de maio      | Ataulfo Alves de Souza     | compositor e cantor | Brasil                                     | m. 1969     |     |
| 17 de dezembro | Alcides Malandro Histórico | compositor          | Brasil                                     | m. 1987     |     |

## Mortes
| Data           | Nome                 | Profissão  | Nacionalidade | Observações | Ref |
| -------------- | -------------------- | ---------- | ------------- | ----------- | --- |
| 8 de fevereiro | Mieczysław Karłowicz | compositor | Império Russo | n. 1876     |     |